# Sauvagesia erecta
Sauvagesia erecta är en tvåhjärtbladig växtart som beskrevs av Carl von Linné. Sauvagesia erecta ingår i släktet Sauvagesia och familjen Ochnaceae.

## Underarter
Arten delas in i följande underarter:
- S. e. brownei
- S. e. erecta
- S. e. coriacea

## Bildgalleri

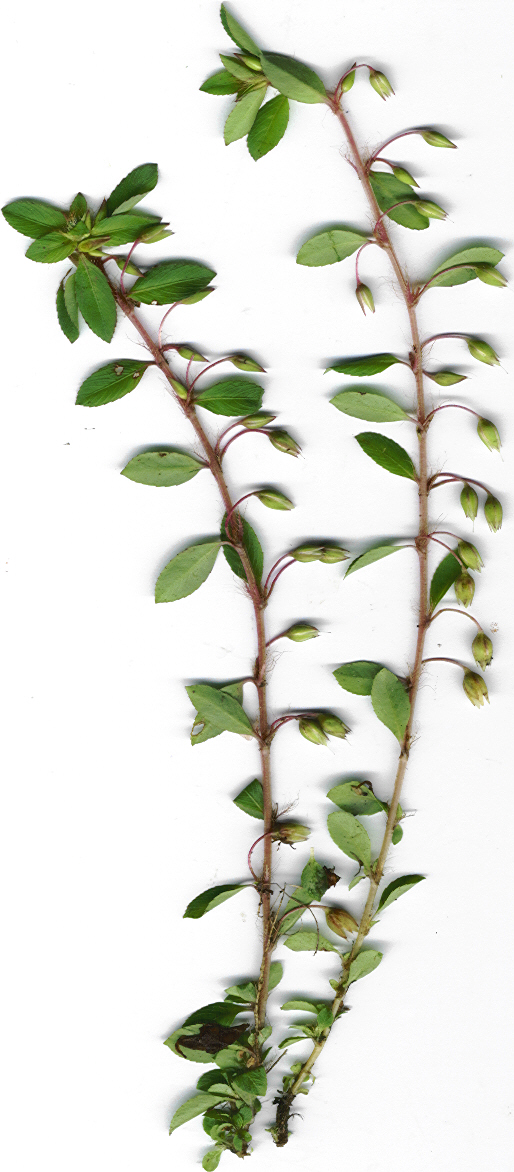